# Acanthinus dromedarius
Espèce
Acanthinus dromedarius est une espèce d'insectes coléoptères de la famille des Anthicidae.